# Piotr Michał Łukasiewicz
Piotr Michał Łukasiewicz (* 1. September 1954 in Warschau) ist ein polnischer Soziologe und Politiker. Er war von 1992 bis 1993 Minister für Kultur und Nationales Kulturerbe in Polen.

## Leben
Er studierte an der Universität Warschau und schloss mit einer Promotion ab. Von 1978 bis 1994 war er Mitglied der Redaktion der unabhängigen politischen Vierteljahreszeitschrift Krytyka. Er arbeitete am Institut für Philosophie und Soziologie der Polnischen Akademie der Wissenschaften und war dann für zwei Jahre Staatssekretär im Ministerium für Kultur und Kunst. Von Juli 1992 bis Februar 1993 diente er in der Regierung von Hanna Suchocka als Minister für Kultur.
Von 1994 bis 2008 arbeitete er in der Werbeagentur McCann Erickson und wechselte dann zum Marktforschungsinstitut Millward Brown SMG/KRC.

## Ehrungen
- 2011: Ritter des Orden Polonia Restituta